# بيتر جوراسيك
بيتر جوراسيك (بالإنجليزية: Peter Jurasik)‏ هو ممثل أمريكي، ولد في 25 أبريل 1950 بكوينز في الولايات المتحدة.

## أعمال

### أفلام
- (2013) 42[4][5]
- (2015) أطول رحلة

## وصلات خارجية
- بيتر جوراسيك على موقع IMDb (الإنجليزية)
- بيتر جوراسيك على موقع ألو سيني (الفرنسية)
- بيتر جوراسيك على موقع ميوزك برينز (الإنجليزية)
- بيتر جوراسيك على موقع أول موفي (الإنجليزية)
- بيتر جوراسيك على موقع قاعدة بيانات الأفلام السويدية (السويدية)
- بيتر جوراسيك على موقع إن إن دي بي (الإنجليزية)
- بيتر جوراسيك على موقع ديسكوغز (الإنجليزية)
- بيتر جوراسيك على موقع قاعدة بيانات الفيلم (الإنجليزية)
- بيتر جوراسيك على موقع كينوبويسك (الروسية)